# Colorado Classic (mannen)
De Colorado Classic was een vierdaagse wielerwedstrijd voor mannen die werd verreden in de Amerikaanse staat Colorado. De koers werd voor het eerst verreden in 2017. De koers maakte deel uit van de UCI America Tour. In 2019 werd enkel de vrouwenkoers nog verreden.

## Lijst van winnaars

### Overwinningen per land
| Zeges | Land                     |
| ----- | ------------------------ |
| 1     | Italië, Verenigde Staten |